# Roodvleugelchachalaca
De roodvleugelchachalaca (Ortalis garrula) is een vogel uit de familie sjakohoenders en hokko's (Cracidae). De wetenschappelijke naam van de soort is voor het eerst geldig gepubliceerd in 1805 door Humboldt.

## Voorkomen
De soort komt voor in het noordwesten van Colombia.

## Beschermingsstatus
Op de Rode Lijst van de IUCN heeft de soort de status veilig.